# Groupement aéroporté
Pour les articles homonymes, voir GAP.
Les groupements aéroportés ou GAP sont des unités militaires françaises à dominante parachutiste qui ont été créées au début de l'année 1947 au sein de la 25e DAP (25e division aéroportée).

## Constitution en 1947-1948[1]
En 1948, les 3 GAP stationnés respectivement à Philippeville (Algérie), Marrakech (Maroc) et Bayonne (France) comprennent chacun :
- un régiment ou une demi brigade parachutiste formés de 2 ou 3 bataillons[2] ;
- un régiment d'artillerie aéroporté ;
- un centre d'entraînement au saut (CES) ;
- une compagnie de transmission (CT) ;
- une compagnie de quartier général (CQG) ;
- une compagnie de combat ;
- un groupe de transport (GT) ;
- une compagnie de réparation du matériel (CLRM) ;
- une section d'entretien des parachutes (SEP) ;
- un groupe d'instruction (GEI) ;
- une antenne médicale parachutiste (AP).

Initialement, l'infanterie parachutiste des GAP est constituée des bataillons suivants :
- GAP 1 - 1er RCP :
  - I/1er RCP,
  - II/1er RCP,
  - III/1er RCP.
- GAP 2 - 42e demi-brigade parachutiste :
  - 1er BPC,
  - 2e BPC,
  - 10e BPCP.
- GAP 3 - 43e demi-brigade parachutiste :
  - 18e BIP,
  - III/2e RPC,
  - 5e BPIC.

Il y eut également le projet de constituer un GAP colonial à partir de la demi brigade coloniale de commandos parachutistes stationnée en Bretagne et dont la mission était de constituer les relèves pour l'outre mer (Indochine, Madagascar et Afrique-équatoriale française). Cette unité ne verra jamais le jour.
Les GAP, diminués à la suite des prélèvements de la guerre d'Indochine, disparaissent avec la 25e DAP à partir de juin 1948 (GAP 2 le 8 juin 1948, GAP 1 le 1er février 1949 et GAP 3 le 24 septembre 1949).

## Les GAP d'Indochine
Durant la guerre d'Indochine la notion de division aéroportée disparait et les unités parachutistes opèrent principalement en tant que bataillon, voire en tant que compagnie.

À partir de 1951, certaines opérations d'envergure nécessitent cependant le regroupement des bataillons en groupements aéroportés temporaires.

Malheureusement, la dotation en avion de transport du corps expéditionnaire ne permettra jamais le parachutage en une seule vague de l'ensemble d'un GAP.
Les GAP d'Indochine comprennent généralement :
- un PC opérationnel,
- une antenne chirurgicale,
- des éléments du génie,
- des éléments d'artillerie,
- deux à trois bataillons parachutistes.

Les plus importants GAP, constitués pour des opérations aéroportées, sont :
- GLAP du colonel de Rocquigny, en octobre 1951 pour la bataille de Nghia Lo (8e BPC, 2e BEP et 10e BPCP).

- GAP du lieutenant-colonel  Ducournau, en novembre 1952 lors des combats de Na San (3e BPC, 1er BEP, 2e BEP et éléments du GCMA).

- GAP du colonel  Ducournau, en juillet 1953 lors du raid sur Lang Son (opération “Hirondelle”) (6e BPC, 2e BEP et 8e BPC).

- En novembre 1953, le général Gilles commande les deux GAP de l'opération “Castor” sur Ðiện Biên Phủ,
  - GAP 1 du colonel Fourcade (6e BPC, II/1er RCP et 1er BPC),
  - GAP 2 du lieutenant-colonel Langlais (1er BEP, 8e BPC et 5e BPVN)

## Sources et bibliographie
- Jacques Baltzer et Eric Micheletti, Insignes et brevets parachutistes de l'armée française : des origines à nos jours, Paris, Histoire & collections, 2001, 192 p. (ISBN 978-2-913-90311-1 et 978-2-913-90331-9).
- Collectif, Histoire des parachutistes français, Société de Production Littéraire, 1975.